# エルトムーテ・フォン・ブランデンブルク
エルトムーテ・フォン・ブランデンブルク（ドイツ語：Erdmuthe von Brandenburg, 1561年6月26日 - 1623年11月13日）は、ポメラニア公ヨハン・フリードリヒの妃。

## 生涯
エルトムーテは、ブランデンブルク選帝侯ヨハン・ゲオルク（1525年 - 1598年）と、その2番目の妃でブランデンブルク＝アンスバッハ辺境伯ゲオルクの娘ザビーナ・フォン・ブランデンブルク＝アンスバッハ（1548年 - 1575年）との間の長女としてベルリンで生まれた。エルトムーテは科学とラテン文学を愛し、父親のお気に入りの子供であった。
1577年2月17日にシュテッティン（シュチェチン）でポメラニア公ヨハン・フリードリヒ（1542年 - 1600年）と結婚した。7歳のときに、26歳のヨハン・フリードリヒと婚約した。これを機に、両家間の相続協定と、一方が消滅した場合の権利が再び取り決められた。結婚生活は幸せであったとされているが、子供は生まれなかった。流産後、エリーザベト・フォン・ドーバーシュッツ（en）はエルトムーテに熱を下げる薬を与えたが、エリーザベトは後にエルトムーテに魔法をかけて不妊にしたとして告発された。
エルトムーテは、甥のザクセン選帝侯クリスティアン2世とヘゼヴィ・ア・ダンマークとの結婚に尽力した。1596年、エルトムーテは妹ゾフィー（1568年 - 1622年）のために祈りの本を書いた。これは女性のための最古の祈りの本の1つである。
1600年2月9日に夫が亡くなった後、エルトムーテはシュトルプ（スウプスク）を寡婦財産として受け取り、シュトルプ城に居を構えた。1608年にシュヴァンテス・フォン・テッセンが亡くなった後、エルトムーテはシュモルジン（スモウジノ）城の工事にも時間を費やした。エルトムーテはミヒャエル・ブリュッゲマンをシュトルプ城教会の牧師に任命した。エルトムーテはシュトルプで亡くなった。